# آبشار گرینسویل
آبشار گرینسویل (به انگلیسی: Greensville Falls) آبشاری است که در همیلتون (انتاریو)، کانادا واقع شده و ارتفاع کلی ریزشگاه آن ۵٫۵ متر (۱۸ فوت) است.